# Landratsbezirk Dornberg
Der Landratsbezirk Dornberg war ein Landratsbezirk im Großherzogtum Hessen mit Sitz in Dornberg (heute: Groß-Gerau). 1821 gegründet ging er 1832 im Kreis Groß-Gerau auf.

## Geschichte

### Entstehung
Im Zuge der Verwaltungsreform von 1821 im Großherzogtum wurden auch auf unterer Ebene Rechtsprechung und Verwaltung getrennt und die Aufgaben der überkommenen Ämter in Landratsbezirken – zuständig für die Verwaltung – und Landgerichten – zuständig für die Rechtsprechung – neu organisiert. Der Landratsbezirk Dornberg entstand dabei aus:
- dem Amt Dornberg,
- dem Amt Rüsselsheim,
- dem Ort Griesheim[Anm. 1] und
- den Orten Ginsheim und Nauheim[Anm. 2]

Davon waren 24 „althessische“ (Obergrafschaft Katzenelnbogen) Orte, zwei vormals kurmainzisch und ein Ort, Geinsheim, isenburgisch.
Die Aufgaben der Rechtsprechung erster Instanz aus den aufgelösten Ämtern, die nun im Landratsbezirk Dornberg vereinigt waren, ging auf das ebenfalls neu gegründete Landgericht Großgerau über.

### Weiterer Verlauf
In Geinsheim bestanden zu dem Zeitpunkt, als 1821 der Landratsbezirk Dornberg eingerichtet wurde, noch die patrimonialherrlichen Hoheitsrechte des Fürsten von Isenburg, der auch einen Teil der Aufgaben umfasste, die der Landratsbezirk wahrnehmen sollte. Diese wurden zunächst von den staatlichen Beamten für das Fürstenhaus ausgeübt, dann aber 1826, mit Wirkung vom 1. Januar 1827, an den Staat abgetreten.

### Ende
In der Gebietsreform 1832 wurden die Landratsbezirke aufgelöst und zu größeren Kreisen zusammengelegt. Deren Zuschnitt wurde kurz darauf mit einer weiteren Verordnung festgelegt. Der Landratsbezirk Dornberg ging dabei gemeinsam mit dem Landratsbezirk Langen in dem neuen Kreis Großgerau auf.

## Landräte
- Anselm Karl Elwert (1821–1825)
- Johann Ernst Wilhelm Heim (1825–1832); anschließend: Kreisrat des Kreises Groß-Gerau

## Innere Organisation
Der Landratsbezirk war in 24 Bürgermeistereien eingeteilt, die dem Landrat unterstanden. Dabei wurden mehrere kleinere Ortschaften häufig durch eine Bürgermeisterei verwaltet. Seit 1822 konnten die Hessischen Gemeinden ihre Bürgermeister selbst wählen und es wurden keine Schultheiße mehr eingesetzt. Die Bürgermeistereien im Landratsbezirk Dornberg waren:
1. Astheim
2. Bauschheim
3. Biebesheim
4. Bischofsheim
5. Büttelborn
6. Crumstadt
7. Dornheim
8. Erfelden
9. Geinsheim
10. Ginsheim
11. Goddelau mit dem Hospital Hofheim
12. Griesheim
13. Großgerau mit Berkach und Dornberg
14. Kleingerau
15. Königstädten mit Haßloch
16. Leeheim
17. Nauheim
18. Raunheim
19. Rüsselsheim
20. Stockstadt
21. Trebur
22. Wallerstädten
23. Wolfskehlen
24. Worfelden

## Parallele Fachverwaltungen

### Finanzen
Für die Einnahmen aus Staatseigentum (den sogenannten Domanialen) gab es die Rentämter. Für den gesamten Landratsbezirk war das Rentamt Großgerau zuständig.
Davon getrennt war die Steuerverwaltung. Für den Landratsbezirk war der Steuerbezirk Dornberg zuständig, der alle Orte des Bezirks umfasste und zur Obereinnehmerei Darmstadt gehörte. Der Steuerbezirk Dornberg war wiederum in vier Distrikteinnehmereien gegliedert, die aus 1. Großgerau mit Astheim, Berkach, Büttelborn, Dornberg, Kleingerau, Trebur, Wallerstädte und Morfelden; 2. Königstädten mit Bauschheim, Bischofsheim, Ginsheim, Haßloch, Nauheim, Raunheim und Rüsselsheim; 3. Stockstadt mit Biebesheim, Crumstadt, Erfelden und Goddelau; 4. Wolfskehlen mit Dornheim, Geinsheim, Griesheim und Leeheim, bestanden.
Der Bezirk gehörte zum Hauptzollamt Neuisenburg und hatte eine Grenznebenzollamt II Classe in Rüsselsheim.

### Forst
Die Forstverwaltung des Landratsbezirks Bezirk Dornberg unterstand dem Forst Großgerau mit drei Forstrevieren. Diese waren: 1. Griesheim mit Berkach, Biebesheim, Büttelborn, Crumstadt, Dornberg, Dornheim, Erfelden, Hofheim, Leeheim, Stockstadt, Wallerstädten und Wolfskehlen; 2. Königstädten mit Bauschheim, Bischofsheim, Ginsheim, Haßloch, Raunheim und Rüsselsheim; 3. Woogsdamm mit Astheim, Goodlau, Großgerau, Kleingerau, Nauheim, Trebur und Worfelden. Der Ort Geinsheim war keinem Revier zugeteilt.

### Kirche
Die Kirchverwaltung im Bezirk bestand aus zwei lutherischen Inspektoraten. Zum Inspektorat Dornberg gehören die Pfarreien Bauschheim, Bischofsheim, Büttelborn, Griesheim, Ginsheim, Großgerau mit Berkach, Dornberg, Kleingerau und Worfelden, Königstädten, Nauheim, Raunheim, Rüsselsheim, Trebur und Wallerstädten. Zum zweiten Inspektorat Dornberg zählten die Pfarreien Biebesheim, Crumstadt, Dornheim, Goddlau mit Erfelden, Griesheim, Leeheim, Stockstadt und Wolfskehlen. Die katholischen Pfarreien Geinsheim und Haßloch waren keinem Landkapitel zugeordnet, während die Pfarrei in Astheim zum  Bergsträßer Landkapitel gehörte.

## Historische Beschreibung
Die „Statistisch-topographisch-historische Beschreibung des Großherzogthums Hessen“ berichtet 1829 über den Landratsbezirk Dornberg:

Lage und Grenze werden beschrieben als:
„Der Bezirk liegt zwischen 49° 46′ und 49° 51′ nördlicher Breite und zwischen dem 25° 58′ und 26° 7′ südlicher Länge. Die Grenzen gegen Norden sind: der Main und der Bezirk Langen; gegen Osten: die Bezirke Langen, Darmstadt und Bensheim; gegen Süden: der Bezirk Bensheim; gegen Westen: der Rhein. Der Bezirk macht den größten Theil des sogenannten Rieds aus.“

Die Natürliche Beschaffenheit als: „a) Oberfläche und Boden: Dieser Bezirk ist durchaus eben und bildet eine einzige große unübersehbare Fläche, Der Boden ist zum Theil gut und fruchtbar und mit Lehm gemischt, zum Theil aber auch sandig. Dahin gehört besonders die sogenannte Haardt bei Büttelborn und eine Strecke bei Dornheim; auch die Gemarkungen von Bauschheim, Worfelden und Rüsselsheim haben viel Sand. Durch den Flugsand in einem Theil der Nauheimer Gemarkung, wird der andere Theil öfters sehr verdorben. An mehreren Stellen des alten Neckarbetts ist der Boden oft etwas sumpfig; andere Stellen werden von der Sonnenhitze oft sehr stark aufgerissen. b) Gewässer: 1) der Rhein; 2) der Main; 3) der Landbach; 4) der Schwarzbach; 5) der Modaubach; 6) der Sandbach.“

Die Bevölkerung als: „Diese beträgt 22.272 Seelen; unter diesen sind 19,968 Lutheraner; 1314 Katholiken; 32 Reformirte; 12 Mennoniten und 946 Juden. Diese bewohnen 1 Stadt, 2 Marktflecken, 24 Dörfer überhaupt 3216 Häuser.“

Die Naturprodukte als: „Pferde 2869; Fohlen 873; Bullen 85; Ochsen 252; Kühe 513; Rinder 1871; Schweine 7364; Schaafe 2337; Ziegen 595; Esel 4. Die Bienenzucht wird an mehreren Orten stark getrieben. Die Gewässer haben eine große Menge von Fischen, namentlich Karpfen, Hechte, Aale, Bärsche, Schleien, Weißfische. Bei Stockstadt und Biebesheim sind sogenannte Krappen, in welche die Fische aus dem Rhein steigen und denn vermittelst einer Schleuße abgeschnitten werden. Der Rhein und anderes Gewässer zieht eine Menge wilder Gänse, Enten und anderes Wassergeflügel herbei. Waizen, Korn, Gerste, Spelz, Hafer, Hirse, Welschkorn, Hanf, Flachs, Mohn, Reys, Kartoffel, viel Hülsenfrüchte, Klee, Dickrüben, letztere besonders zu Nauheim, außerordentlich vieles und gutes Weißkraut, andere Gemüse; Rettige und Zwiebel, besonders zu Griesheim, ziemlich viel Heu, etwas Wein zu Rüsselsheim, Bischofsheim und bei dem Hospital Hofheim, viele Cichorien, besonders zu Großgerau und Bischofsheim. Torf findet sich zu Griesheim, Bauschheim, Wolfskehlen, Nauheim, Berkach, Dornheim, Goddlau, Großgerau; gute Porzellanerde beim Mönchsbruch, die in Kelsterbach verarbeitet wird. Im Sande bei Bauschheim finden sich zuweilen versteinerte Muscheln und Schnecken; auch sind Anzeigen von Holzkohlen vorhanden.“

Gewerbe und Handel als: „Ackerbau, Viehzucht, Handwerke. In Rüsselsheim befindet sich eine Pelz- und eine Cichorienfabrik. In Büttelborn werden maserne Pfeifenköpfe verfertigt. Es wird viel fettes Vieh, besonders zu Crumstadt und Biebesheim verkauft; es werben sehr viele Früchte ausgeführt, besonders Gerste, Spelz, Hirse, weniger Korn, Hafer, Waizen und Mohn. Mit Weißkraut wird die ganze Gegend versorgt. Griesheim treibt einen starken Handel mit Waldsaamen, besonders mit Kiefernsaamen; die Einwohner dieses Orts sammeln viele Kräuter und Wurzeln, und verführen solche weit und breit; auch verkaufen dieselben vieles und gutes Gemüse, Zwiebel, besonders beliebt sind die Bauschheimer Rettige. Auch sehr viel Heu wird ausgeführt. Ebenso Torf, besonders aus Griesheim von welchem der größte Theil nach Darmstadt kommt. In Wolfskehlen ist ein bedeutendes Lager von Borden aller Art. In Stockstadt ist Speditions- und Holzhandel. Die Nachbarschaft von Darmstadt, Mainz, Frankfurt, Oppenheim und Worms unterhält die Gewerbe und ist für den leichtern Absatz der Produkte außerordentlich günstig. Auch die Nachenschiffahrt bringt manchen Gewinn. Mehrere Straßen durchziehen den Bezirk, von welchen aber nur die, welche von Darmstadt durch Büttelborn, Großgerau, Wallerstädten und Geinsheim an das Oppenheimer Fahrt zieht, chaussirt ist.“